# Tomelilla (gemeente)
Tomelilla is een Zweedse gemeente in Skåne. De gemeente behoort tot de provincie Skåne län. Ze heeft een totale oppervlakte van 399,4 km² en telde 12.561 inwoners in 2004.

## Plaatsen
Tomelilla (plaats) - Brösarp - Onslunda - Smedstorp - Lunnarp - Spjutstorp - Eljaröd - Ramsåsa - Benestad - Andrarum

## Kastelen
Bollerup - Christinehof

Ängelholm · Åstorp · Båstad · Bjuv · Bromölla · Burlöv · Eslöv · Hässleholm · Helsingborg · Höganäs · Höör · Hörby · Kävlinge · Klippan · Kristianstad · Landskrona · Lomma · Lund · Malmö · Örkelljunga · Osby · Östra Göinge · Perstorp · Simrishamn · Sjöbo · Skurup · Staffanstorp · Svalöv · Svedala · Tomelilla · Trelleborg · Vellinge · Ystad